# Конфігурація Реє

Конфігурація Реє

У математиці конфігурація Реє, яку запропонував Теодор Реє 1882 року, — це конфігурація 12 точок і 16 прямих. Кожна точка конфігурації належить чотирьом прямим, а кожна пряма містить три точки. Таким чином, конфігурація Рейє позначається як 124163.

## Реалізація
Конфігурацію Реє можна реалізувати в тривимірному проєктивному просторі, якщо взяти як прямі 12 ребер і чотири довгі діагоналі куба, а як точки — вісім вершин куба, його центр і три точки, де чотири паралельних ребра перетинаються на нескінченності. Два правильних тетраедри можуть бути вписані в куб, утворюючи зірчастий октаедр. Ці два тетраедри є перспективними один одному фігурами чотирма різними способами, а інші чотири точки є їх центрами перспективи. Ці два тетраедри разом із тетраедром, утвореним рештою 4 точками, утворюють десмічну систему трьох тетраедрів.
Будь-які дві неперетинні сфери в тривимірному просторі з різними радіусами мають два бідотичних подвійних конуси, вершини яких називають центрами подібності. Якщо дано три сфери і їхні центри не колінеарні, їхні шість центрів подібності утворюють шість точок повного чотирибічника, чотири прямих якого називають осями подібності. Якщо ж дано чотири сфери і їхні центри не лежать в одній площині, то вони утворюють 12 центрів подібності і 16 осей подібності, що дають разом конфігурацію Реє.
Конфігурацію Рейє можна реалізувати у вигляді точок і прямих на евклідовій площині, якщо намалювати тривимірну конфігурацію в 3-точковій перспективі. Конфігурацію 83122 восьми точок на дійсній проєктивній площині і 12 прямих, що з'єднують їх зі схемою з'єднань куба, можна розширити до конфігурації Реє тоді й лише тоді, коли вісім точок є перспективною проєкцією паралелепіпеда.

## Застосування
Аравінд зауважив, що конфігурація Реє лежить в основі доведення теореми Белла про відсутність прихованих змінних у квантовій механіці.

## Пов'язані конфігурації
Конфігурацію Паппа можна отримати з двох трикутників, які є перспективними фігурами один відносно одного трьома різними способами аналогічно інтерпретації конфігурації Реє з використанням десмічних тетраедрів.
Якщо конфігурацію Реє утворено з куба в тривимірному просторі, є 12 площин, кожна з яких містить чотири прямі — шість граней куба і шість площин через протилежні ребра куба. Перетин цих 12 площин і 16 прямих з іншою площиною в загальному положенні дає конфігурацію 163124, двоїсту конфігурації Реє. Конфігурація Реє і двоїста їй разом утворюють конфігурацію 284284.
Існує 574 різних конфігурацій типу 124163.